# رایدو رانکل
رایدو رانکل (استونیایی: Raido Ränkel؛ زادهٔ ۱۳ ژانویه ۱۹۹۰) اسکی‌باز صحرانوردی اهل استونی است.
وی در بازی‌های المپیک زمستانی ۲۰۱۴ و بازی‌های المپیک زمستانی ۲۰۱۸ شرکت کرده‌است.